# Ålborg Bugt
Ålborg Bugt – zatoka Morza Bałtyckiego, położona u wybrzeży Danii, w regionie Jutlandia Środkowa, pomiędzy wyspą Læsø (na północy) i półwyspem Djursland (na południu). Zajmuje powierzchnię 200-300 km2 i ma około 40 km szerokości. Dno zatoki składa się głównie z twardego, piaszczystego podłoża o głębokości około 10 m, które w centralnej części zatoki jest przecinane przez około dziesięć ogromnych, przebiegających z północy na południe podmorskich ławic o głębokości około 5 m.